# Chinese Temple
Chinese Temple è un cortometraggio muto del 1913. Il nome del regista non viene riportato nei credit del film ed è un documentario di 75 metri girato in Cina e prodotto dalla Selig.

## Produzione
Il film fu prodotto dalla Selig Polyscope Company.

## Distribuzione
Distribuito dalla General Film Company, il film - un breve documentario di 75 metri - uscì nelle sale cinematografiche USA il 2 aprile 1913. Nelle proiezioni, veniva programmato con il sistema dello split reel, accorpato in un'unica bobina con un altro cortometraggio prodotto dalla Selig, A Lucky Mistake.